# 茅野市立北部中学校
茅野市立北部中学校（ちのしりつ ほくぶちゅうがっこう）は、長野県茅野市に所在する中学校。略称は｢茅野北｣｢北中｣。

## 沿革
- 1949年（昭和24年）4月 - 湖東村・北山村・豊平村・米沢村に新制中学校設立。
- 1958年（昭和33年）5月 - 茅野町立北部中学校創立（形式的な統合、校舎は4部校制）。
  - 8月 - 市制施行に伴い「茅野市立北部中学校」と改称。
- 1960年（昭和35年）4月 - 校舎完成に伴い部校を廃止、実質統合する。
- 1995年（平成7年） - 校舎全面改築[1]。

## 部活動
- バレー部（男女）
- サッカー部
- バスケットボール部(男女)
- 卓球部
- バドミントン部
- 陸上部
- 野球部
- ソフトテニス部
- スケート部
- 柔道部
- 水泳部
- スキー部
- 合唱部
- 吹奏楽部

## 学校行事
文化祭･他の行事
やつがね祭
2年 登山(予備登山で蓼科山･本登山で八ヶ岳縦走)
1年 自然体験学習など

## 校舎
校舎は比較的新しい。市の生涯学習センターを隣接するため、やつがねホールという中規模のホールを体育館とは別に持つ。またプールは25mで室内にある。なお、温水ではないため冬期は入れない。柔道場やミーティングルームなども完備されている。

## 校区
- 茅野市立北山小学校
- 茅野市立湖東小学校
- 茅野市立米沢小学校区の内、塩沢・中大塩1区・中大塩2区
- 茅野市立豊平小学校区の内、南大塩・塩之目・上場沢・下菅沢・山寺・山寺団地・グリーンヒルズヴィレッジ・中大塩3区[2]

## 著名な出身者
- 小平奈緒（スピードスケート選手、平昌オリンピックのスピードスケート女子500m金メダリスト・同1000m銀メダリスト、バンクーバー五輪女子団体追い抜き銀メダリスト）
- 小平花織（女子バレーボール選手、東レアローズ）

## 周辺
- 国道299号
- メルヘン街道
- 茅野市立湖東小学校
- 茅野市立湖東保育園
- 茅野警察署尖石縄文交番
- 中ッ原縄文公園(国宝土偶仮面の女神出土)

## 最寄駅
- 東日本旅客鉄道（JR東日本）中央本線：茅野駅